# Luis Bacalov

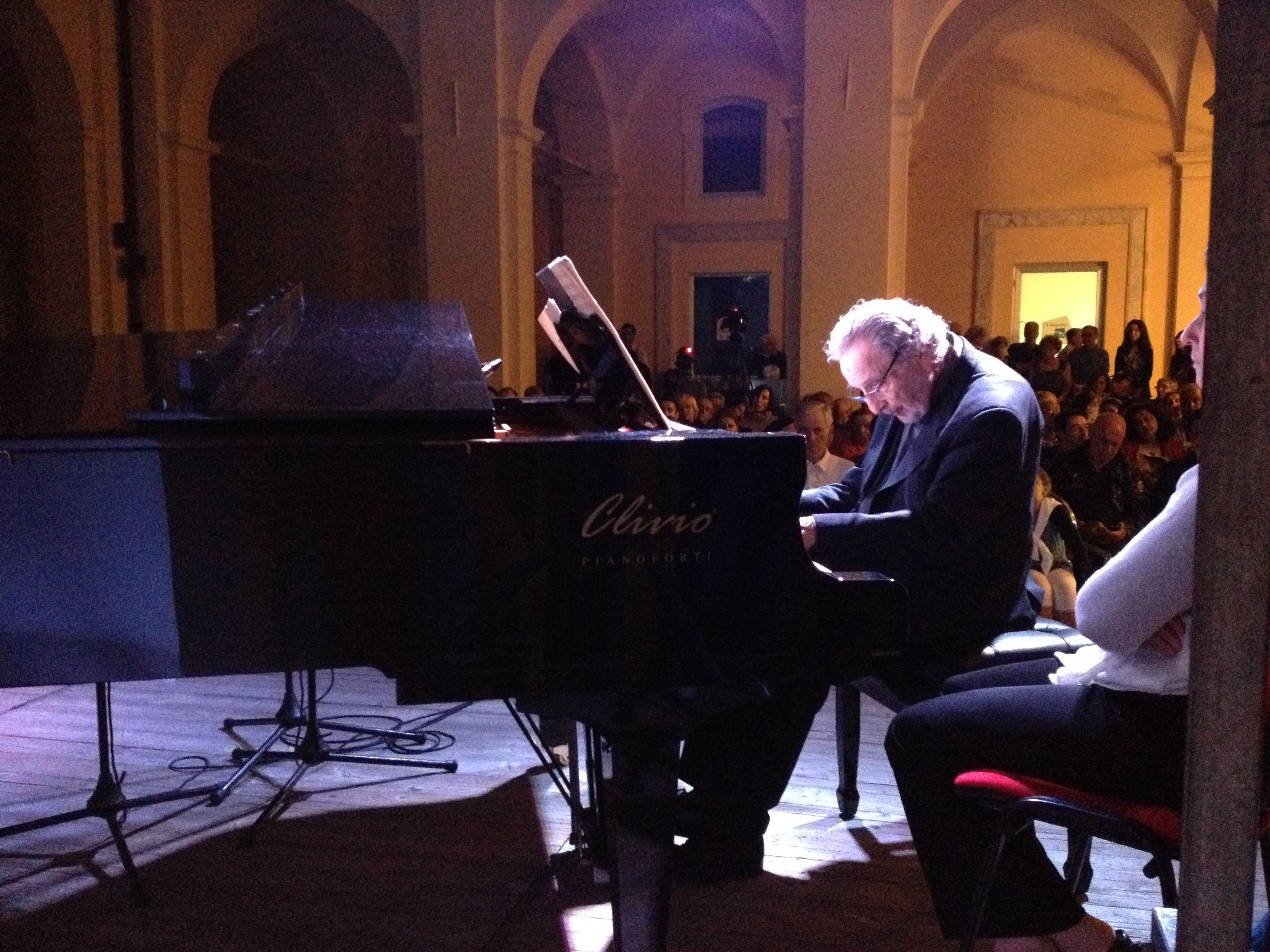
Luis Bacalov geeft pianorecital.

Luis Enríquez Bacalov (San Martín, 30 augustus 1933 – Rome, 15 november 2017) was een Argentijns-Italiaans pianist en componist van filmmuziek. Hij heeft gecomponeerd voor onder andere de films: Il Postino en Django, de muziek van deze laatste film wordt hergebruikt in de blockbusters Kill Bill I & II en Django Unchained beide films zijn geregisseerd door regisseur Quentin Tarantino. Bacalov begon zijn carrière met het componeren voor spaghettiwesterns maar heeft later voor diverse filmgenres muziek gecomponeerd. Bacalov is tweemaal genomineerd voor de Oscar voor beste originele muziek, eenmaal heeft hij deze gewonnen in 1996 voor zijn bijdrage aan de film Il Postino (Italiaans: De Postbode). Voor dezelfde film heeft hij eveneens in 1996 de BAFTA Anthony Asquith-prijs voor filmmuziek ontvangen.

## Biografie
Luis Bacalov is geboren in San Martín een dorpje in de Argentijnse provincie Buenos Aires in een migrantenfamilie van Bulgaarse Joden. Hoewel hij zich identificeerde als Jood was hij geen praktiserende jood. Zijn grootouders aan zijn vaderszijde waren Banaat-Bulgaren die naar Argentinië zijn geëmigreerd. Op 20-jarige leeftijd verliet hij Argentinië, hij woonde een tijd lang in Colombia en later in Spanje onder het bewind van Franco hierop is vertrokken naar Parijs in Frankrijk waar hij bleef tot 1959. Hierna vestigde hij zich in Rome, Italië en is vervolgens daar genaturaliseerd tot Italiaans staatsburger.

## Carrière
Bacalov heeft gecomponeerd voor diverse filmgenres, een aantal noemenswaardige films zijn de spaghettiwesterns zoals: Django, A Bullet for the General en The Grand Duel. Ook voor Italiaanse misdaadfilms zoals: Caliber 9, Il Boss en Mister Scarface heeft hij gecomponeerd. Bij het grote internationale publiek is zijn muziek bekend geworden via de film Kill Bill (2003) van regisseur Quentin Tarantino.
Naast het componeren van filmmuziek heeft Bacalov in de vroege jaren '70 samengewerkt met Italiaanse progressieve rockbands zoals de New Trolls, Osanna en Il Rovescio della Medaglia. Tevens heeft hij gecomponeerd voor koor en orkest, waaronder zijn magnum opus Misa Tango (1997), een spaanstalige addaptatie van een klassieke liturgische mis op een Argentijnse tango. De standaard tekst van de mis is dermate aangepast zodat de tekst van de compositie de gelovigen van alle Abrahamitische religies zou appelleren. Alle verwijzingen naar Christus — met uitzondering van Het lam Gods (Latijn: Agnus Dei) — zijn verwijderd. Misa Tango is voor het eerst uitgevoerd in 2000, in Rome met als tenor Plácido Domingo en mezzosopraan Ana María Martínez.
Bacalov toonde zich een pionier met het componeren van het eerste tripelconcerto voor: bandoneon, piano, sopraan en symfonieorkest, genaamd: Tangomuziek met Symfonische Proporties.
Van 2005 tot aan zijn overlijden was hij artistiek directeur van het Orchestra della Magna Grecia (Italiaans: Orkest van Groot Griekenland) met haar thuisbasis in Tarente, hoofdstad van de gelijknamige provincie in het zuiden van Italië.

## Overlijden
Bacalov is in het San Filippo Neri-ziekenhuis te Rome overleden op 15 november 2017 aan de gevolgen van ischemie. Luis Enríquez Bacalov is 84 jaar geworden.